# 人民街道 (驻马店市)
人民街道，是中华人民共和国河南省驻马店市驿城区下辖的一个乡镇级行政单位。

## 行政区划
人民街道下辖以下地区：
中山街社区、风光路南段社区、风光路中段社区、健康路社区、建新街社区和向阳街社区。